# 카림 마시모프
카림 카짐카노비치 마시모프(카자흐어: Кәрім Қажымқанұлы Мәсімов 캐림 카즘카눌르 매시모프, 러시아어: Кари́м Кажимка́нович Маси́мов, 카자흐어 발음: [kæɾɘm qɑʑəmqɑˈnʊlɯ mæsɘməf], 1965년 6월 15일~)는 카자흐스탄의 정치인으로, 카자흐스탄 대통령 행정실장을 역임했고, 전직 카자흐스탄 국가보안위원회 의장이다. 2012년 4월부터 2016년 9월까지 총리로 역임하였고, 2022년 1월 5일까지 카자흐스탄 국가보안위원회 의장을 역임했다.

## 생애
러시아 민족 우호 대학교, 베이징 어언대학, 우한 대학, 카자흐스탄 행정 학교를 졸업했다. 경제학자이자 국제법 전문가로, 러시아어, 영어, 중국어, 아랍어를 구사한다. 2006년 1월 19일 부총리가 되었고, 4월부터 10월까지 경제부장관이었다. 2007년 1월 10일 국무총리에 임명되었다. 2012년 9월, 총리에서 물러나 대통령 행정실장이 되었으며, 2014년 4월부로 세리크 아흐메토프 국무총리가 전격 사임함에 따라 다시 국무총리직을 역임하였다. 최근 저유가에 경제 불황으로 누르술탄 나자르바예프 대통령 개각지시로 2016년 9월 8일 총리직을 사임함과 동시에 카자흐스탄 국가보안위원회 의장으로 임명되어 해당 직무를 수행하다가 2022년 1월 5일 3일 전에 발생한 카자흐스탄에서 벌어진 LPG 가스 가격 인상 반대 시위와 대통령 축출을 목적으로 한 소요사태 기획에 가담한 책임을 지고 카심조마르트 토카예프 대통령에 의해 카자흐스탄 국가보안위원회 의장직에서 해임되었고 카자흐스탄 국가보안위원회 의장직은 예르멕 사김바예프에게 넘어갔다. 1월 8일에 사마트 아비쉬 전 카자흐스탄 국가보안위원회 제1부의장 등 여러 관리들과 함께 반역죄 등의 혐의로 전격 체포되어 알마티에서 아스타나로 압송되어 구치소에 투옥되었다.